# Betty (sång)
"Betty" är den tionde singeln av den nyzeeländska sångerskan Brooke Fraser. Singeln släpptes den 6 december 2010 som den andra singeln från hennes tredje studioalbum Flags.
Låten debuterade på plats 38 på den nyzeeländska singellistan den 24 januari 2011 och låg som bäst på plats 30 den 7 februari. Den tillbringade endast 5 veckor på listan och föll bort efter den 21 februari.

## Listplaceringar
| Lista (2011) | Topplacering |
| ------------ | ------------ |
| Nya Zeeland  | 30           |